# Sheldon Whitehouse
Sheldon Whitehouse (Nueva York, 20 de octubre de 1955) es un senador por el Partido Demócrata de los Estados Unidos por el estado de Rhode Island. Antes de su puesto como senador, Whitehouse era procurador general de Rhode Island entre 1999 y 2003. Antes de esto, era procurador en Rhode Island. 
Sus opiniónes son similares a la mayoría de los demócratas. Actualmente trabaja mucho para el medio ambiente; es cofundador del “Caucus del Clima Seguro” en el Congreso y es cofundador del "Caucus de los Océanos del Senado." También, apoya proyectos de leyes que alivian la desigualdad de ingreso y proyectos de leyes que mejoran la asistencia sanitaria de Los Estados Unidos.